# Mastophora rosea
Mastophora rosea (C. Agardh) Setchell, 1943  é o nome botânico  de uma espécie de algas vermelhas pluricelulares do gênero Mastophora, família Corallinaceae, subfamília Mastophoroideae.
- São algas marinhas encontradas na Ásia, Austrália e Micronésia.

## Sinonímia
- Dictyota rosea   1809
- Zonaria rosea  C. Agardh 1824
- Mastophora licheniformis  Decaisne 1842
- Melobesia foliacea  Kützing 1843
- Mastophora macrocarpa  Montagne 1845
- Mastophora decasinei  Kützing 1849
- Mastophora affinis  Foslie 1904
- Mastophora macrocarpa f. condensata  Foslie 1907
- Mastophora macrocarpa f. affinis  (Foslie) Foslie 1909
- Mastophora rosea f. condensata  (Foslie) Setchell 1943